# 信长之野望·天翔记
《信长之野望·天翔记》是一款由光荣公司制作和发行的历史类战略游戏。本游戏是信长之野望系列第6作。本游戏最初于1994年12月在家用电脑PC-9801发行，也是該系列最後一個PC-9801版本。游戏后移植至多个平台，包括個人電腦、超级任天堂、世嘉土星和PlayStation等。
2015年11月12日發行PC與PS Vita平台的高解析度重製版「信長之野望·天翔記 with 威力加強版 HD 版」。
游戏发生在日本战国时期，玩家的目的是要统一全国，佔領所有城池，在戰爭中以區域形式作戰，不為純粹攻防。与前作相比，本作的论功行赏系统大大简化。
新增才能及教育系統，也為本作的特徵，才能為該武將的能力最大上限，可通過實踐、教育等方法培育能力直至上限為止。
本作登場武將數為1000人，在日後的威力加強版新增300人，但一場遊戲僅能容納至多500位武將，才元服武將因此無法登場。在超級任天堂的版本簡化多數的內容，武將和城數也因此削減，增加武將組合陣型概念，並在續作《將星錄》和《烈風傳》沿用。
本作較不聞名的武將會被大眾臉化，但HD版有在續作登場的角色可被更新圖形。
本作音樂由菅野洋子作曲，也為其本系列的最後一作，本作也引用多前作的歌曲。

## 劇本
以下是日文版的劇本標題，括號內是中文直譯。
- 1534年 （信長誕生）
- 1560年 （桶狹間之戰）
- 1571年 （信長包圍網）
- 1582年  （本能寺之變，為通常版的隱藏劇本，在衍生作為初期劇本）

### 增加劇本
- 1546年 （信長元服，PS或世嘉土星及PK版可選擇，與下述同內容）
  - 1547年 （信長初陣，超級任天堂版信長元服）
- 1599年  （關原前夜，PK劇本）
- 1572年  （信玄上洛，PK劇本，系列初假想劇本）